# Форен, Жан-Луи
Жан-Луи Форен, также Жан-Луи Форэн (фр. Jean-Louis Forain; 23 октября 1852, Реймс — 11 июля 1931, Париж) — французский рисовальщик, литограф, живописец, акварелист, близкий кругу импрессионистов. Работал также в техниках офорта и рисунка пастелью, в том числе в журнальной графике.

## Жизнь и творчество
Жан-Луи родился в Реймсе, департамент Марна, в семье маляра. Когда ему было восемь лет его семья переехала в Париж. Учился рисунку и живописи у Луи Жакессона де ла Шевреза, Жана-Батистa Карпо и Андре Жилля. Он начал свою карьеру, работая карикатуристом в нескольких парижских журналах, включая «Le Monde Parisien» и «Le rire satirique». Желая учиться дальше, он поступил в Школу изящных искусств, где занимался в классе Жана-Леона Жерома.
Участвовал во Франко-прусской войне 1870 года, затем стал другом поэтов Поля Верлена и Артюра Рембо. С последним он жил в одной комнате, которую снимал Верлен в Париже на улице Кампань-Премьер, с января по март 1872 года. В то время художника с иронией называли Гаврошем.

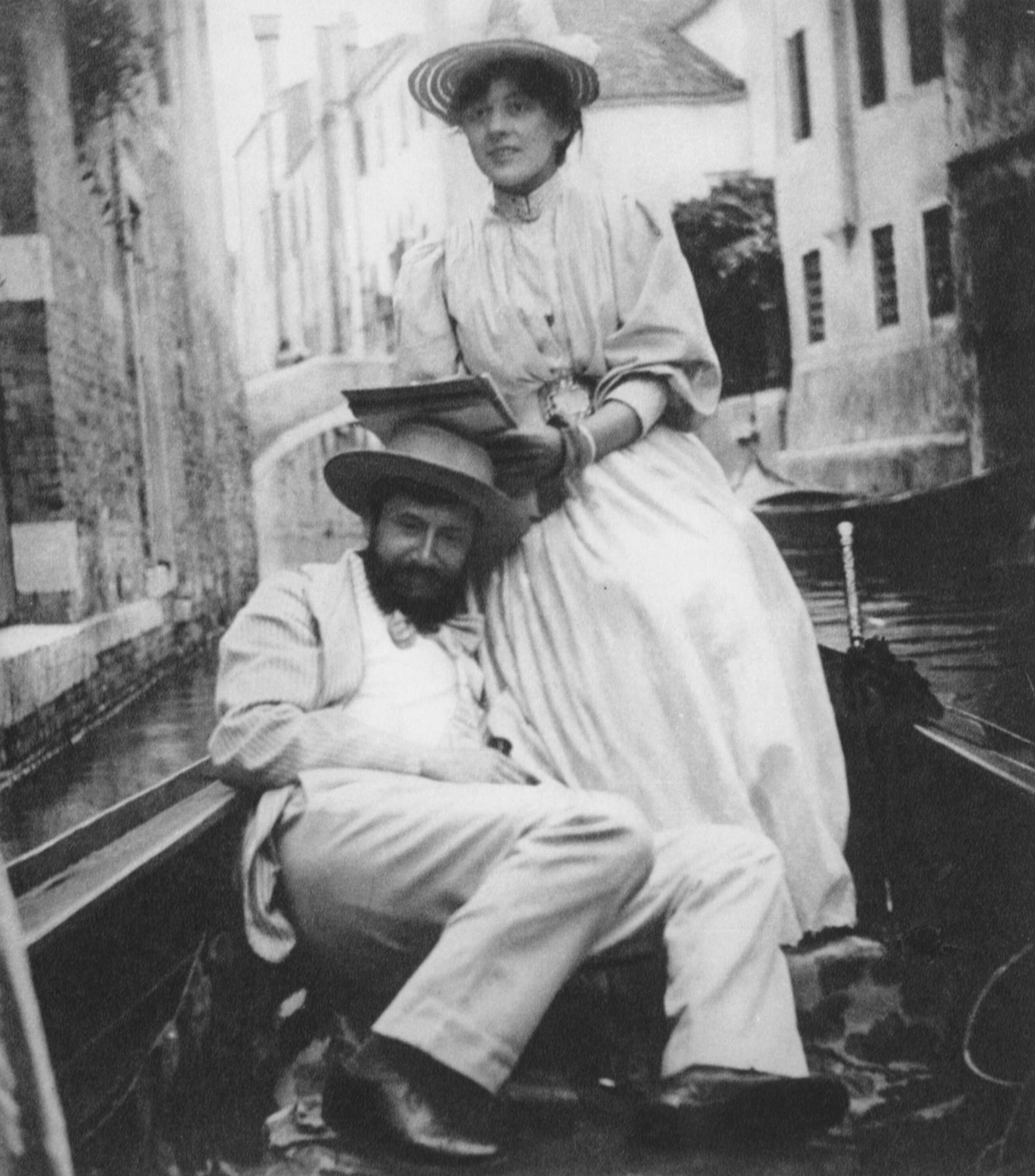
Жан-Луи Форен и Жанна Боск. 1889. Венеция

Вскоре Жан-Луи Форен стал завсегдатаем салонов Нины де Каллиас и графини Луан, где познакомился с писателями Морисом Барресом и Полем Бурже, а также часто бывал у Эдуарда Мане и Дега. Свою карьеру художника он начал вместе с импрессионистами, с которыми участвовал в четырёх из восьми выставок: в 1879, 1880, 1881 и 1886 годах.
Он был самым молодым художником, который часто посещал и принимал участие в дебатах под руководством Мане и Дега в кафе «Новые Афины» и в кафе-ресторане «Au Tambourin» на бульваре Клиши, 62. Он был очень близок со своим старшим другом Дега, который однажды сказал: «Этот молодой человек летает на наших крыльях».
Первая персональная экспозиция Форена состоялась в 1890 году в галерее Тео ван Гога. В 1891 году Форен женился на художнице Жанне Боск, у них родился сын Жан-Лу.
С 1876 года Форен регулярно публиковал свои рисунки и карикатуры в журнале «La Cravache parisienne» и в различных газетах, таких как «Le Scapin», «La Vie moderne», «Le Monde parisien» и «La République des lettres», где демонстрировал манеру исполнения полную иронии и даже сарказма. Открыв для себя мир оперы, он сделал сцену и актёров, певцов и танцовщиков, своей любимой темой. С появлением буланжизма, панамского скандала и дела Дрейфуса Форен постепенно перешёл к политической сатире против «безобразий» Третьей республики, чем вызвал гнев реакционных критиков. Путеводитель «Paris-Parisien», посчитавший в 1896 году Форена «знаменитостью парижской жизни», описывал его как «талантливого рисовальщика, который видит вещи в уродливом свете». В 1900 году он вернулся к католической вере своего детства и принял участие в нескольких паломничествах в Лурд.
В 1914 году в возрасте шестидесяти двух лет Жан-Луи Форен пошёл добровольцем на фронт. Два события подвергли его на такое решение: ранение его сына на фронте, бомбардировка собора и епископства Реймса, родного города Форена 19 сентября 1914 года. Его фронтовые рисунки публиковали в виде открыток, в том числе в Англии. Жан-Луи Форен также сотрудничал с различными благотворительными организациями, создавая плакаты, доходы от которых шли на благотворительные цели. Рисунки Форена помещали на плакаты движения Красного Креста и Красного Полумесяца.
В 1920 году он стал президентом новосозданной «Республики Монмартр» и оставался им до конца своей жизни. В 1921 году Форен подарил городу Реймсу большое собрание своих рисунков. Некоторые из его военных рисунков также хранятся в Музее изящных искусств в Реймсе. В 1923 году он был избран в Академию изящных искусств Франции, в 1931 году в Королевскую академию художеств в Лондоне. В 1931 году он получил звание Командора ордена Почётного легиона.
Художник похоронен на кладбище Шене-Рокенкур, в городке Ле-Шене под Версалем, где у него был загородный дом. В записях Поля Валери, датированных 15 июля 1931 года, упоминается о его похоронах.

## Оценки творчества
Произведения Форена представлены во многих крупных музеях мира, три из них — в санкт-петербургском Эрмитаже и одна, из коллекции С. И. Щукина, — в Государственном музее изобразительных искусств имени А. С. Пушкина в Москве.
Искусство Форена — прежде всего результат тонкого и, одновременно, страстного наблюдения парижской жизни, иногда в самых необычных проявлениях. Он наблюдательный критик общественных нравов. Но также смелый рисовальщик. По манере изображения наиболее близок к Домье. В свою очередь Форен оказал влияние на искусство Дега и Тулуз-Лотрека. Официально он не входил в группу импрессионистов, но всегда держался рядом. «Его ценили такие разные художники, как Дега и Сезанн. А некоторые рисунки Форена удивительным образом напоминают художника французского рококо Ж.-О. Фрагонара» .

## Галерея

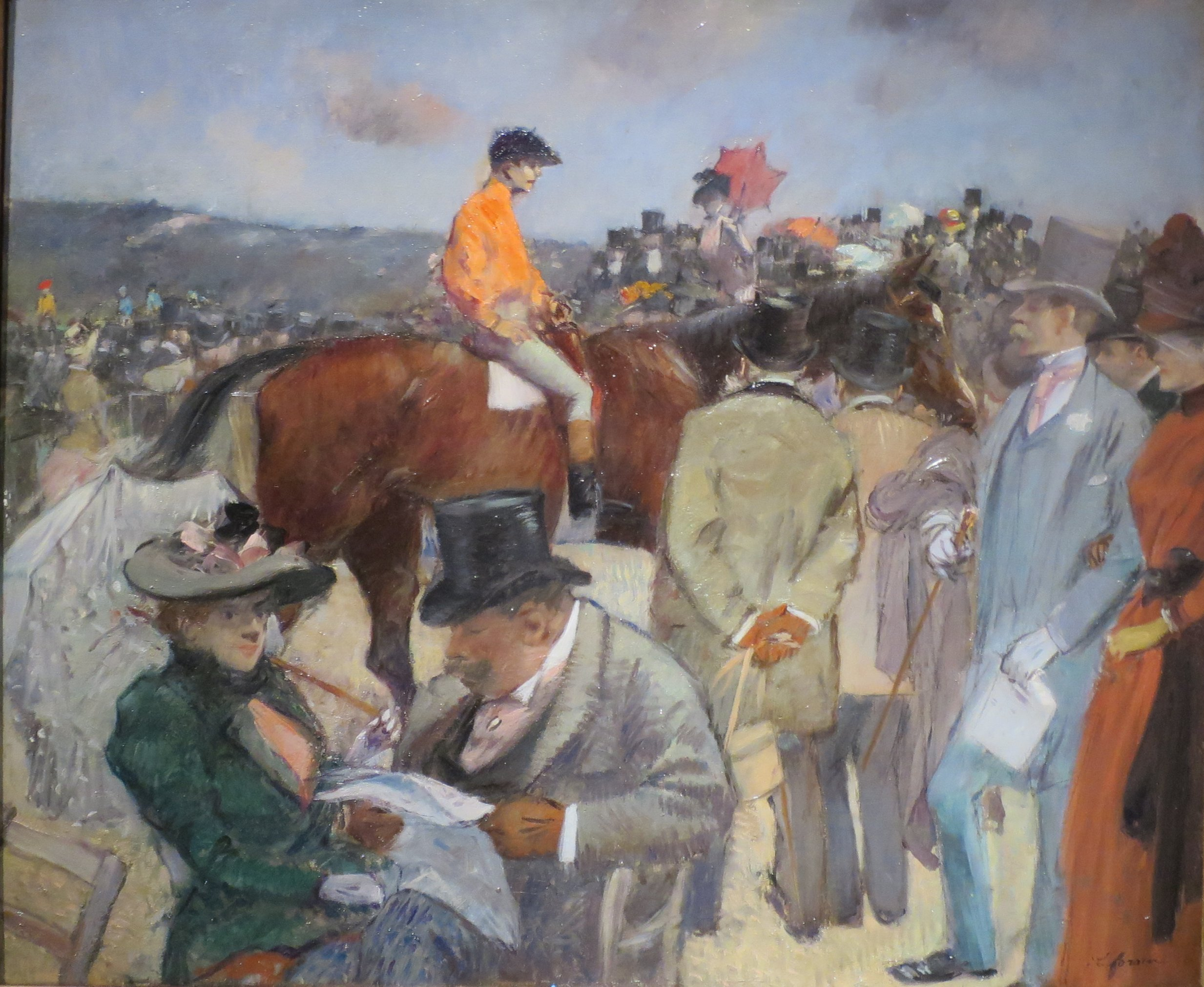
Скачки. Между 1888 и 1890. Холст, масло. Государственный музей изобразительных искусств имени А. С. Пушкина, Москва
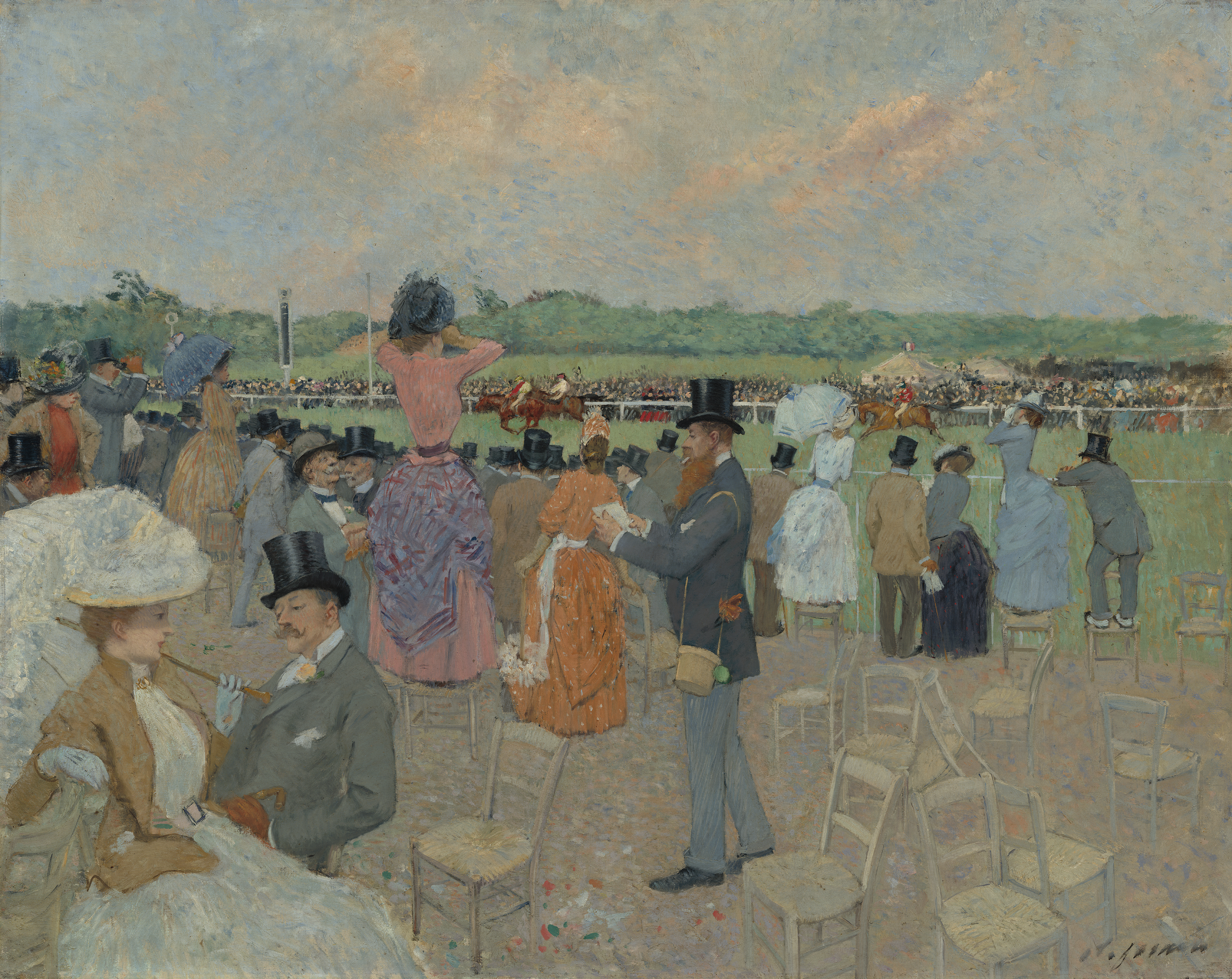
Скачки в Лоншане. Ок. 1891. Холст, масло. Национальная галерея искусства, Вашингтон
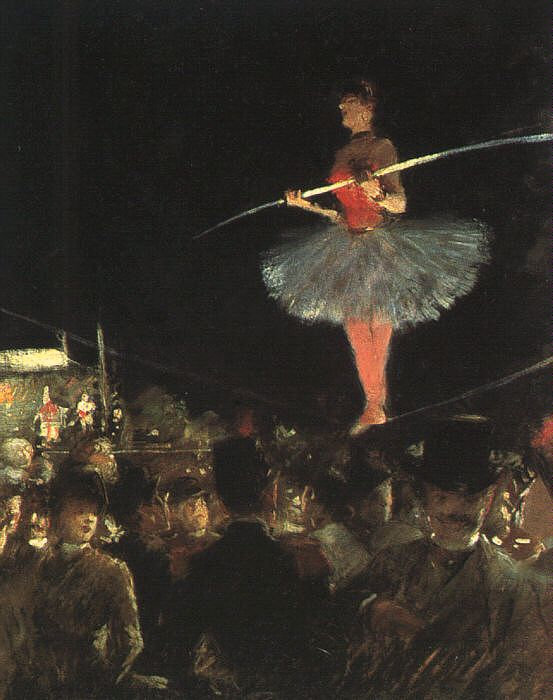
Канатоходец. Ок. 1885. Холст, масло. Чикагский институт искусств, США
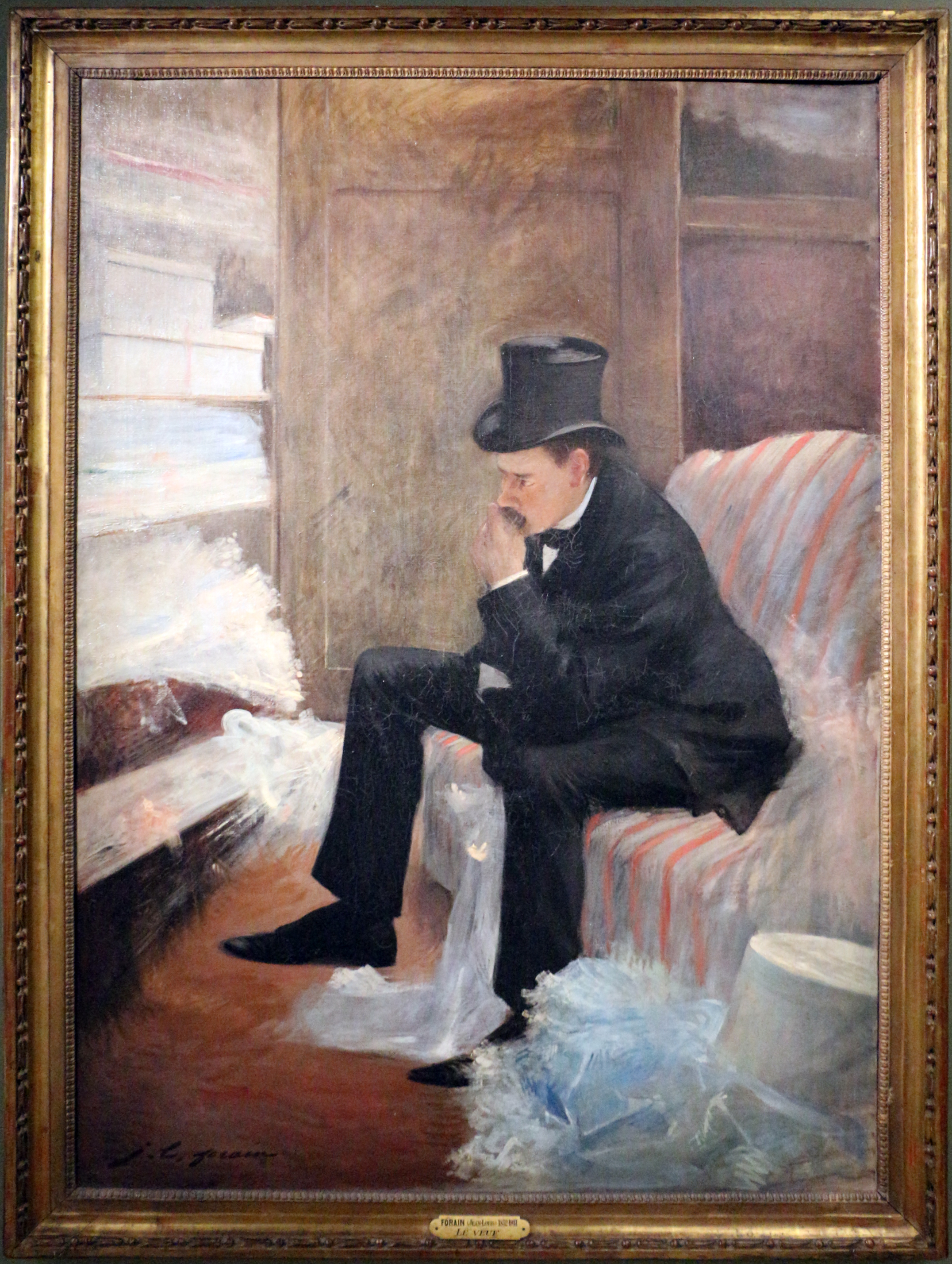
Вдовец. Холст, масло. Музей Орсе, Париж
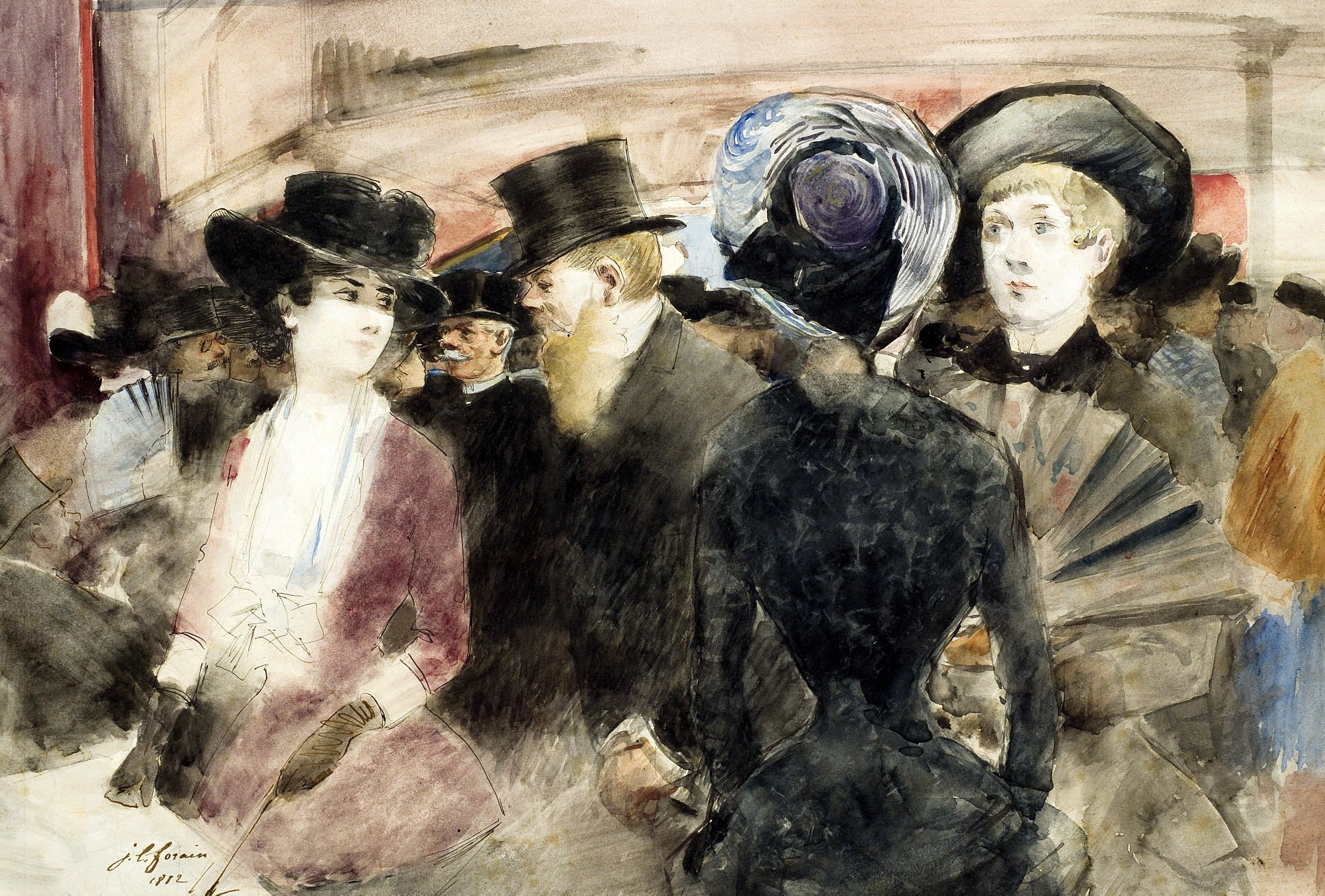
В театре. 1882. Бумага, карандаш, акварель, чернила. Частное собрание
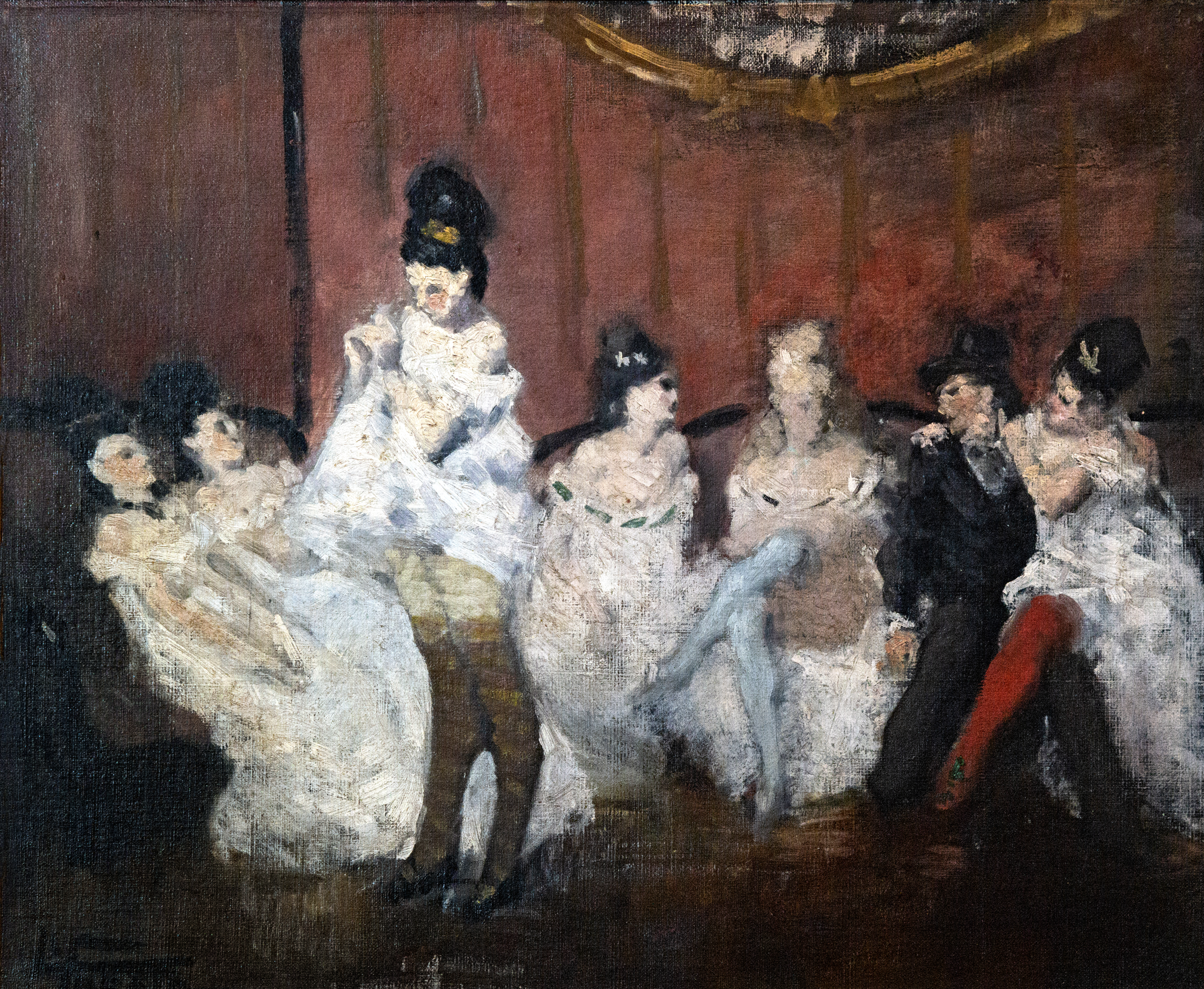
Салон. Холст, масло. Музей Тулуз-Лотрека, Альби
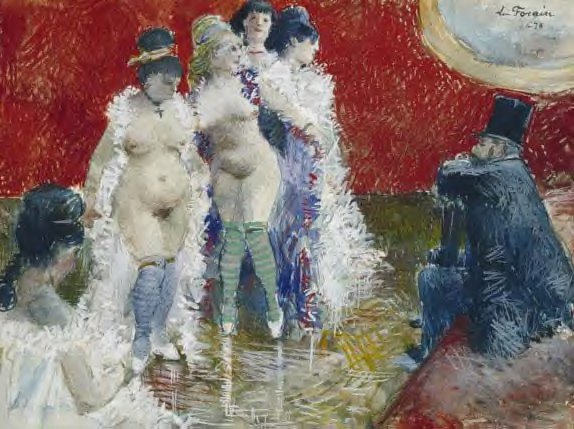
Клиент. 1878. Картон, пастель. Галерея Диксона. Мемфис, Теннесси, США
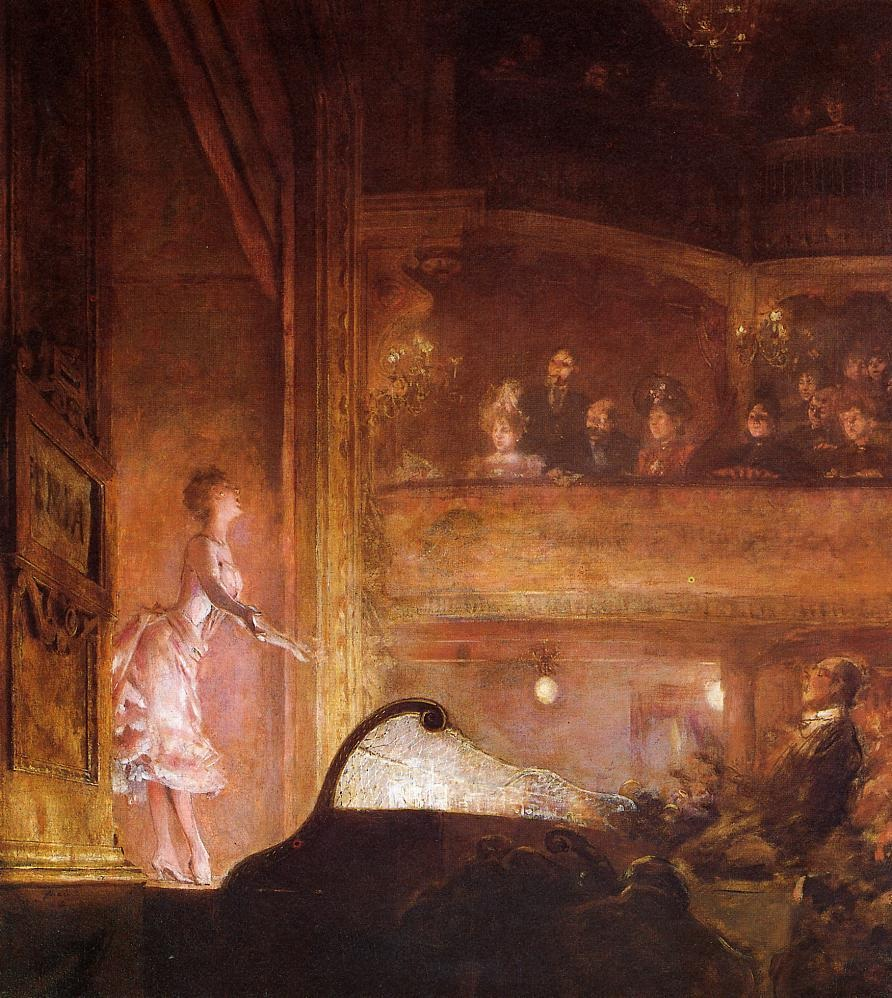
Певица в розовом.
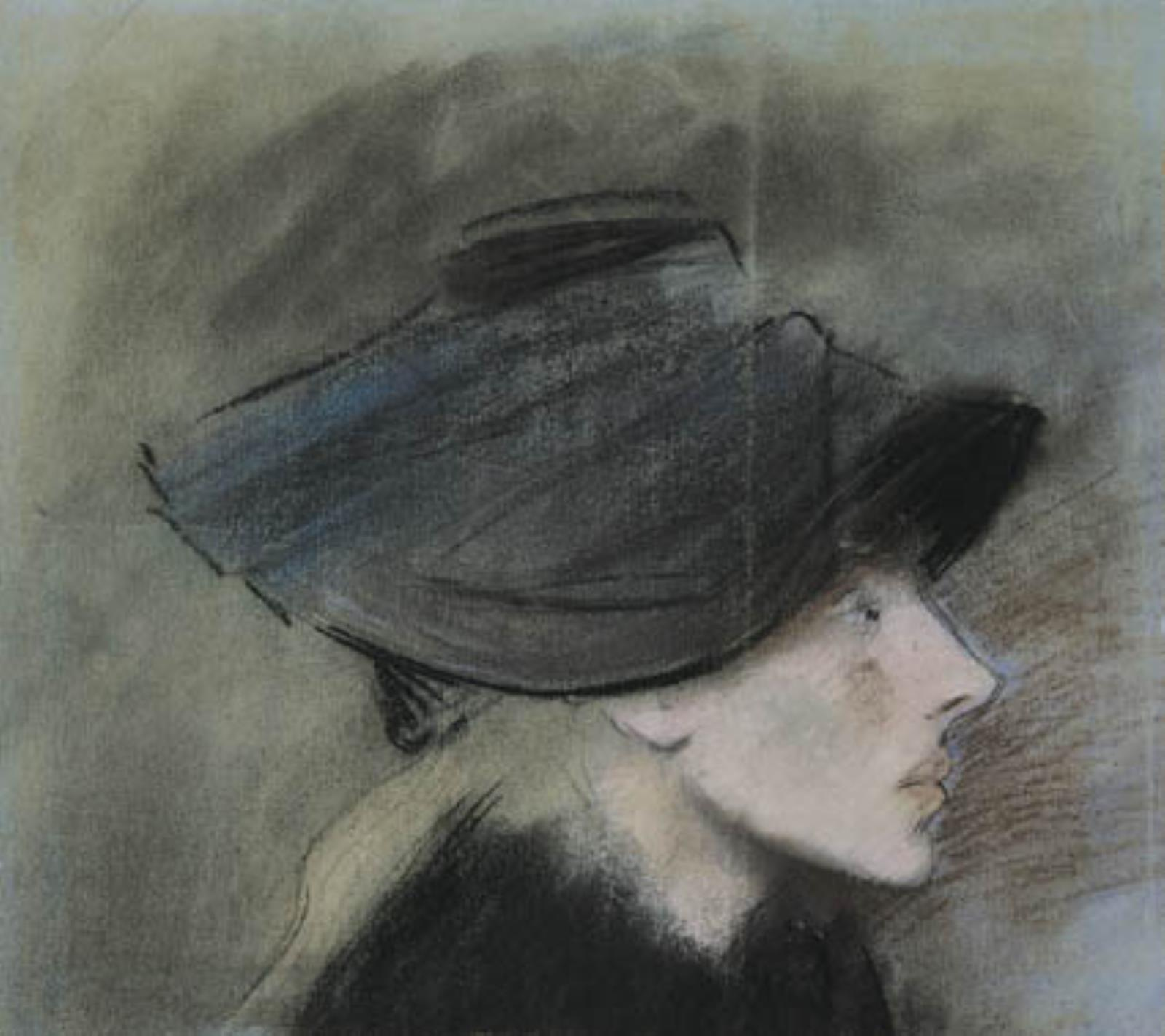
Портрет певицы кабаре Валери Руми. Серо-голубая бумага, пастель. Государственный музей искусств, Копенгаген
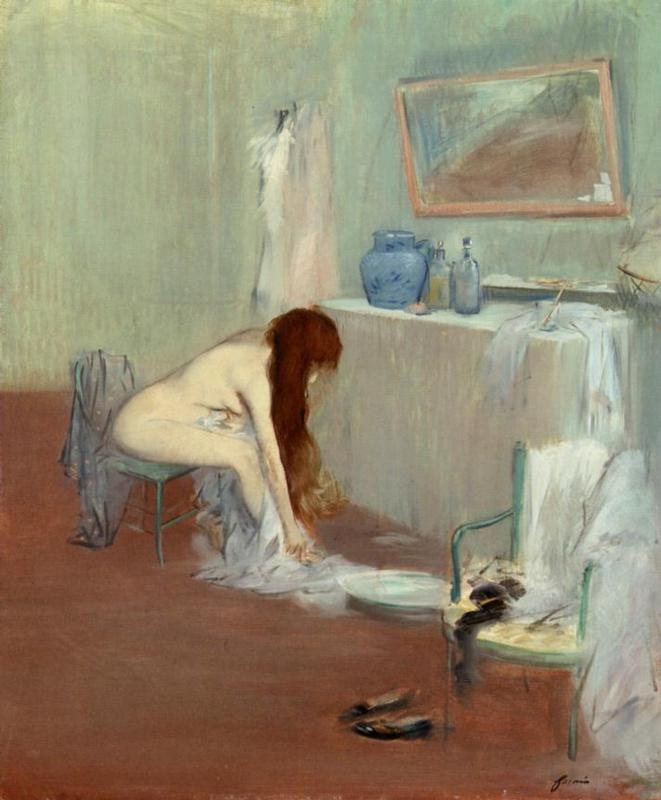
Женщина за туалетом. Ок. 1895. Бумага, пастель. Музей Сумайя, Мексика
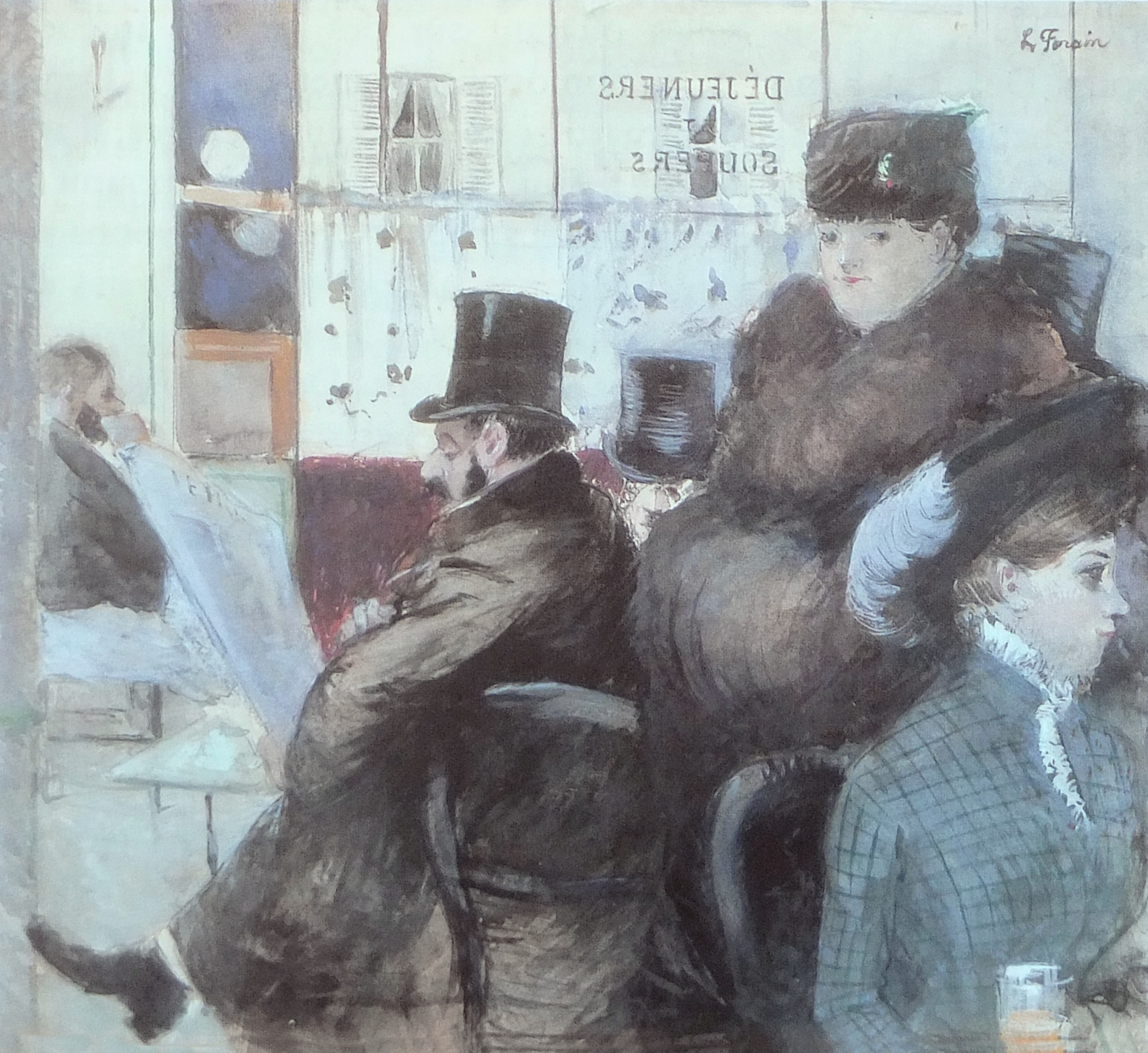
В кафе «Новые Афины». 1880. Холст, масло. Музей Орсе, Париж
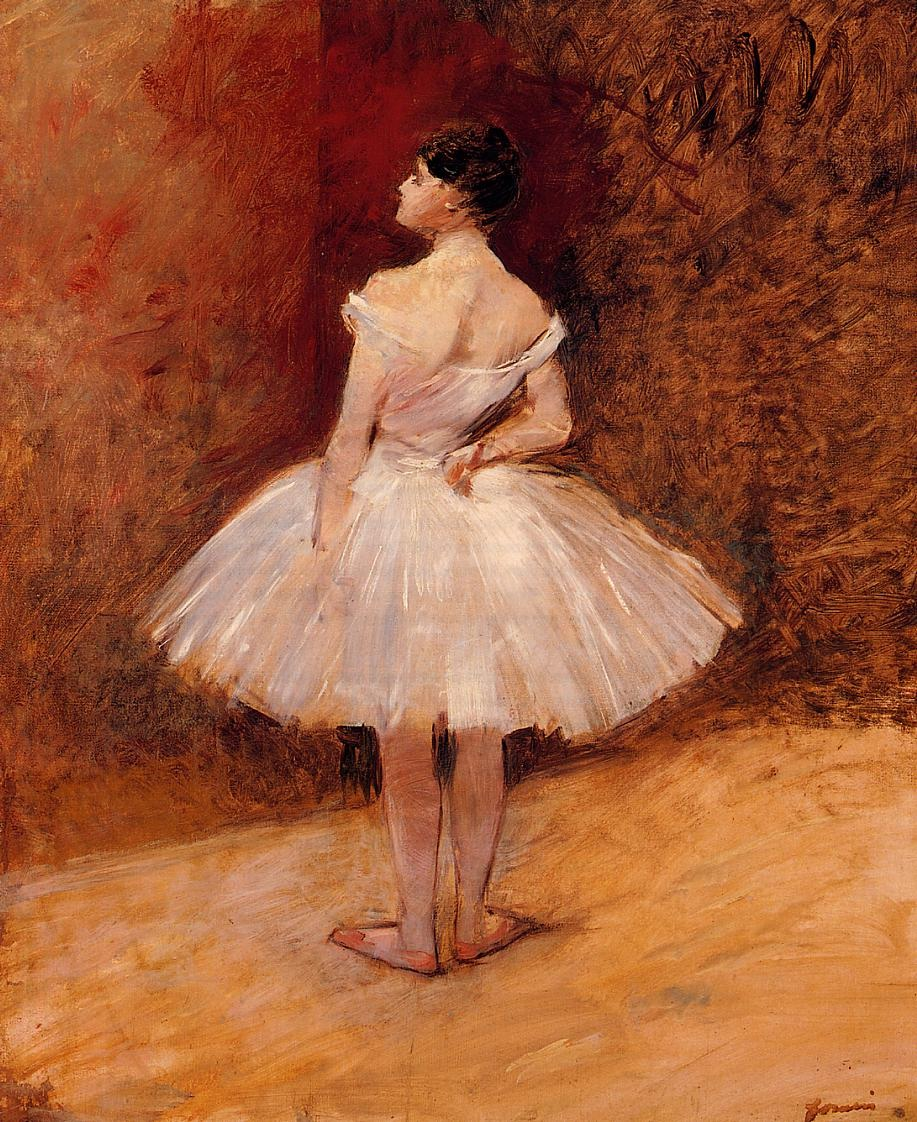
Стоящая танцовщица.
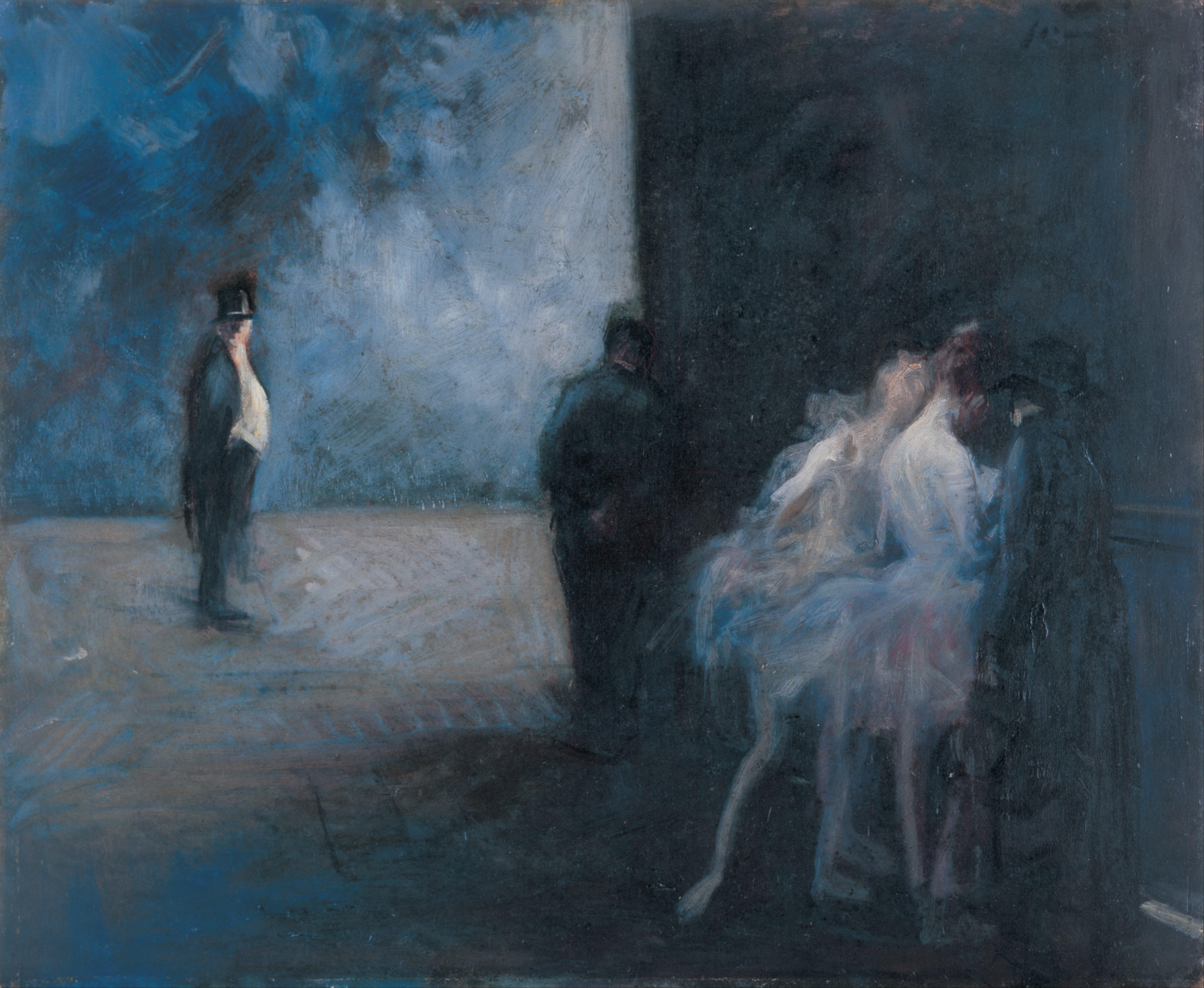
За сценой. Симфония в голубом. 1900. Дерево, масло. Художественный музей Охара, Курасики, Япония
Мадам Форен за рыбной ловлей. 1896. Холст, масло. Национальная галерея искусств, Вашингтон
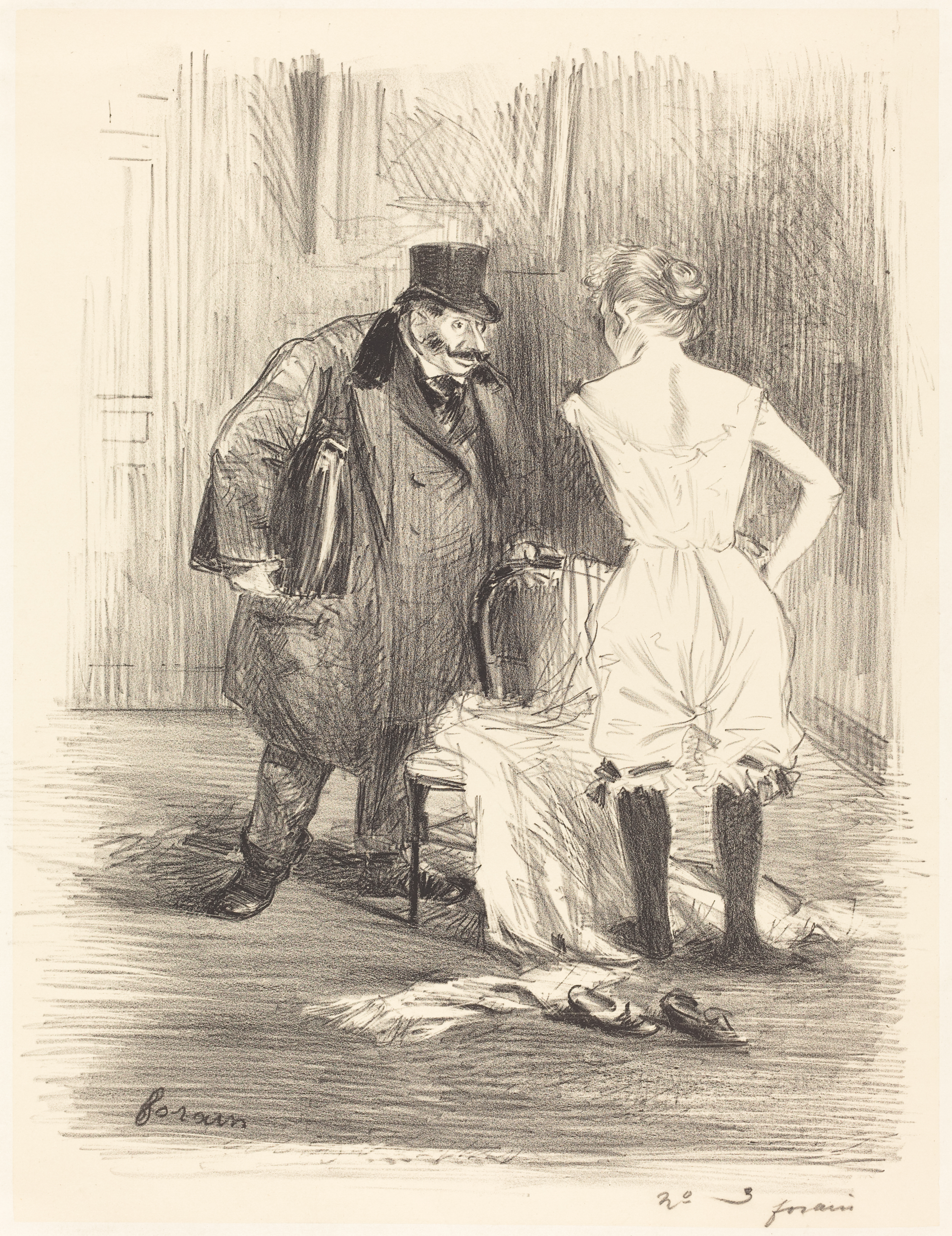
Приступ. Ок. 1891. Литография
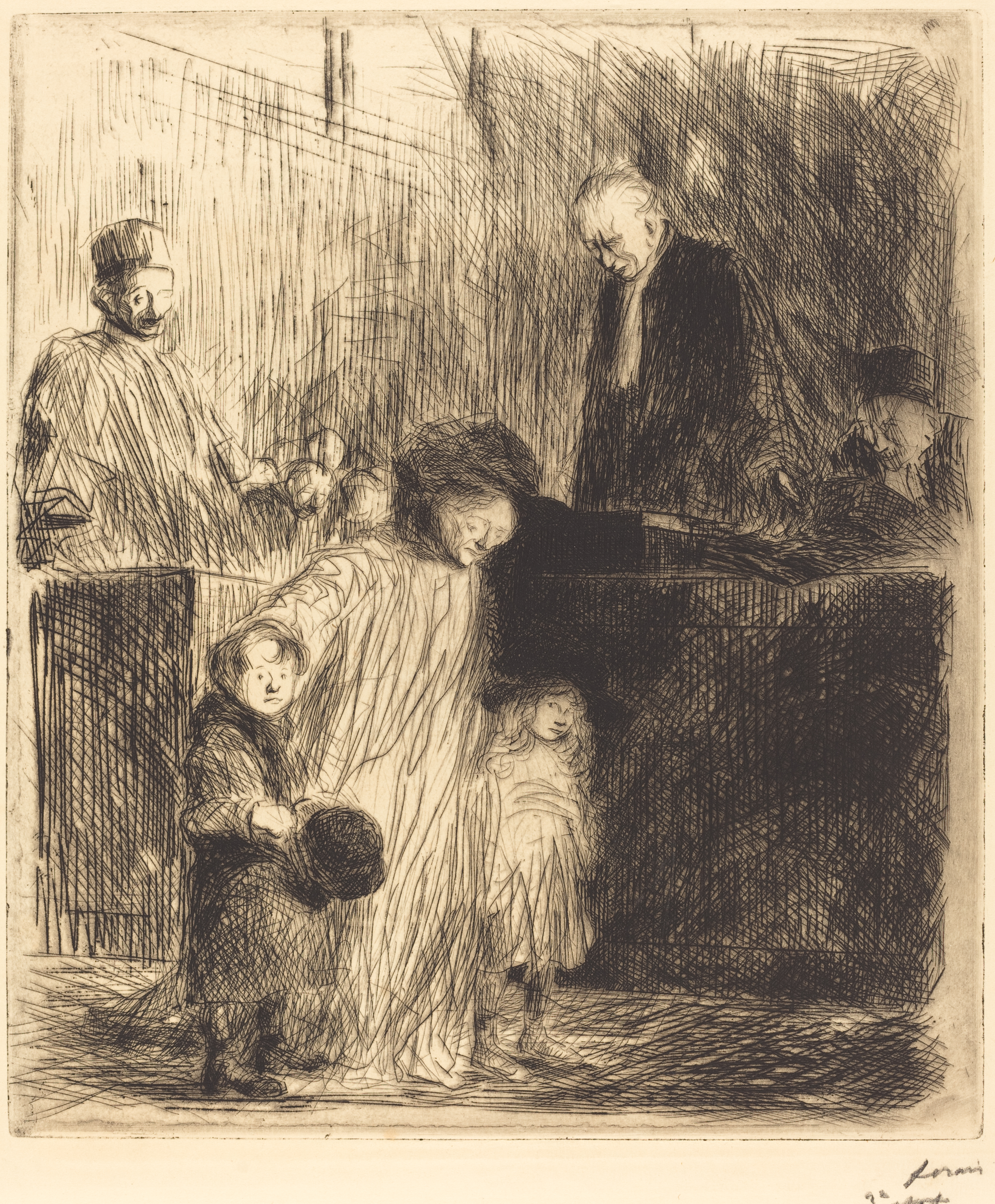
Уход со слушаний. 1900. Офорт
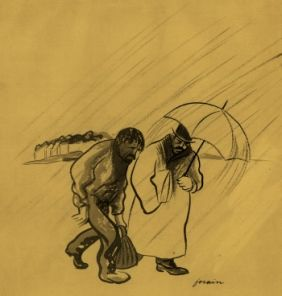
Двое под дождем. 1900. Бумага, карандаш, акварель. Типографское воспроизведение
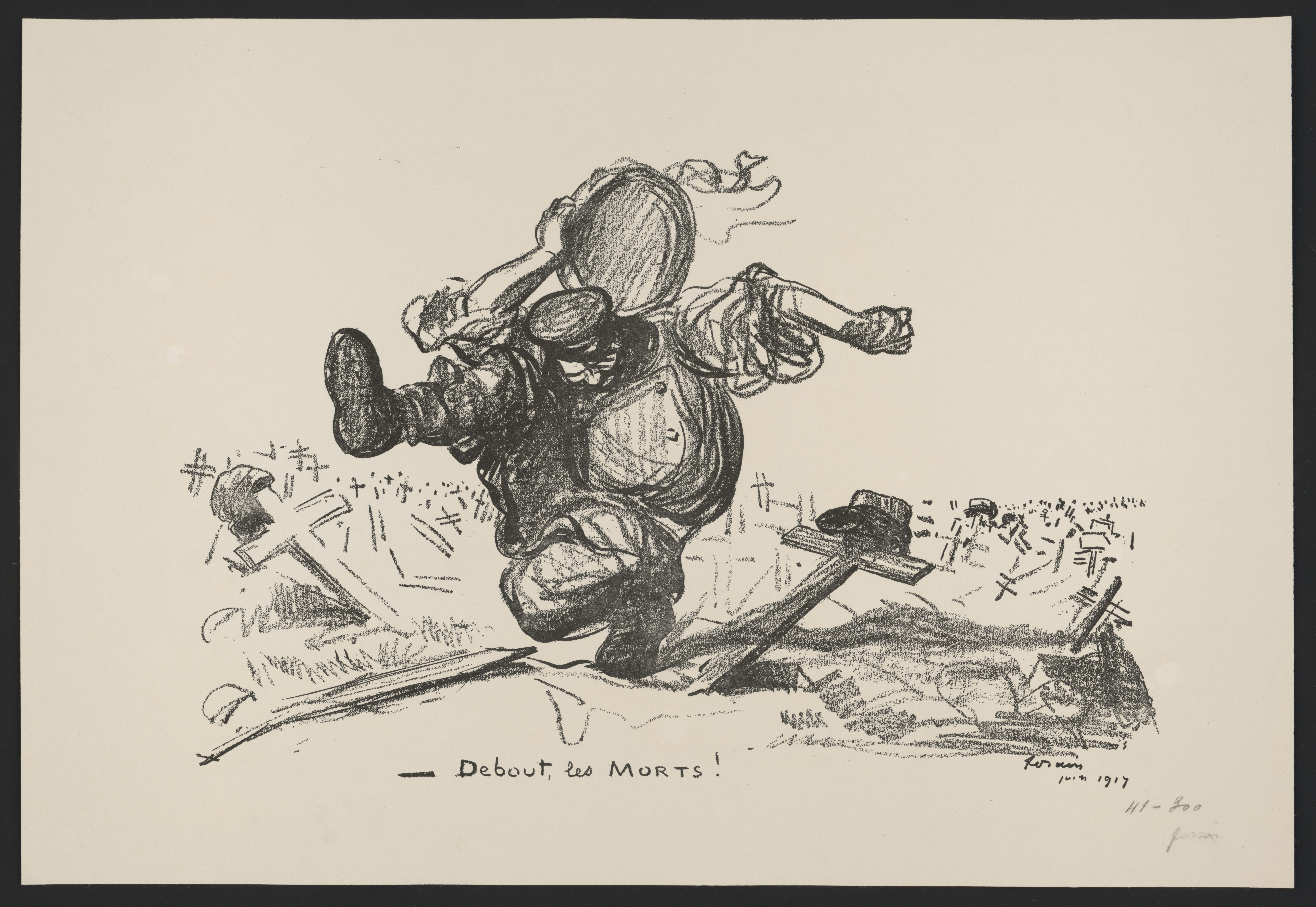
Воскрешение мёртвых. 1817. Бумага, карандаш. Библиотека Конгресса, Вашингтон, США
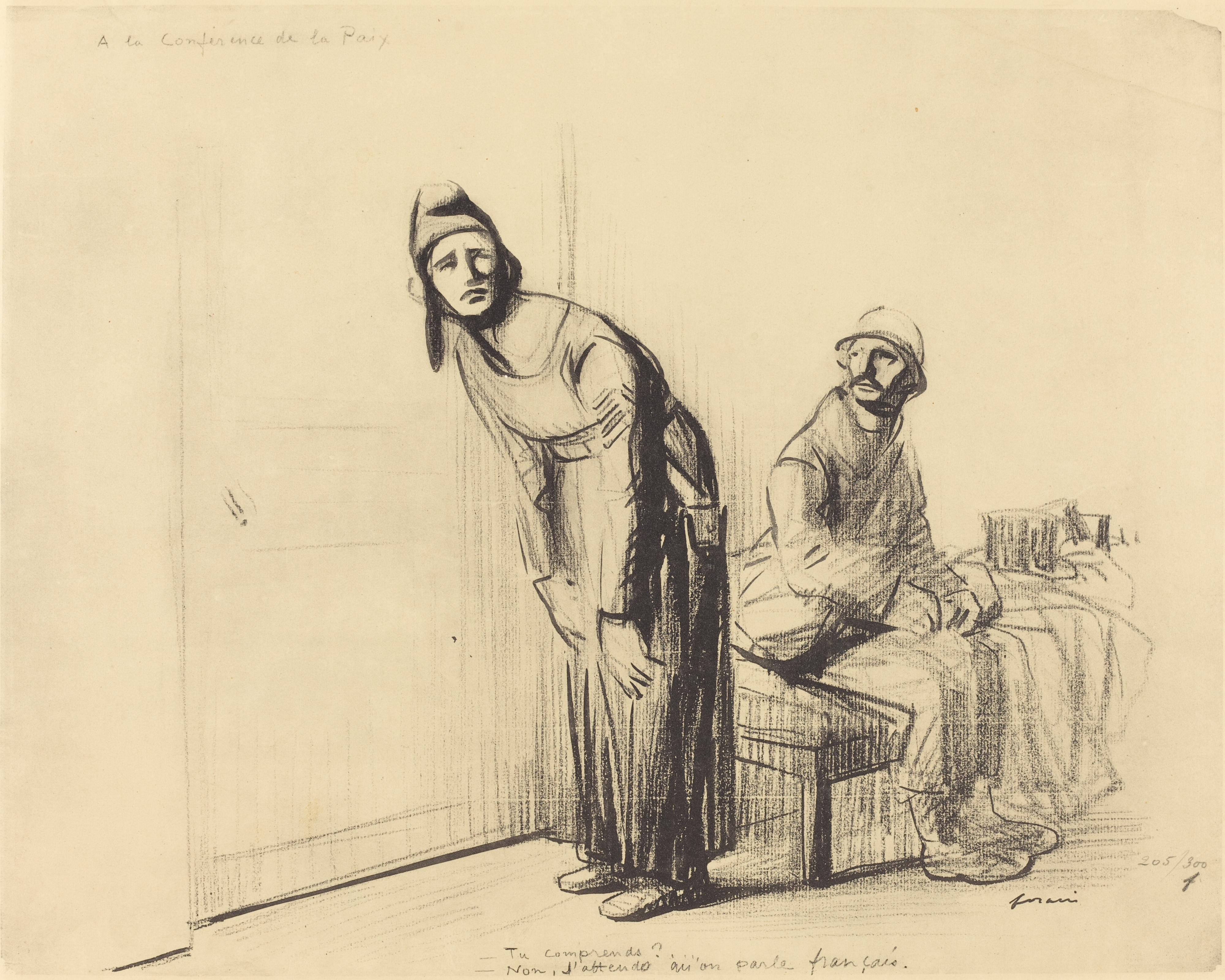
На Мирной конференции. Между 1914 и 1919. Фототипия